# Claude-Hilaire Laurent
Claude Hilaire Laurent est un homme politique français né le 13 janvier 1741 à Mailleroncourt-Charette (Haute-Saône) et mort le 10 avril 1801 à Strasbourg (Bas-Rhin).

## Biographie
Médecin à Strasbourg, il est administrateur du Bas-Rhin et suppléant à l'Assemblée législative. Il est député du Bas-Rhin à la Convention et siège avec les Montagnards, votant la mort de Louis XVI. Il est envoyé en mission près les armées du Rhin et du Nord. Il est réélu au Conseil des Cinq-Cents le 26 germinal an VI. Opposé au coup d'État du 18 Brumaire, il est exclu du Corps législatif et se retire à Strasbourg.

## Sources
- « Claude-Hilaire Laurent », dans Adolphe Robert et Gaston Cougny, Dictionnaire des parlementaires français, Edgar Bourloton, 1889-1891 [détail de l’édition]